# Associació Nacional d'Exdeportats als camps nazis
L'Associació Nacional d'Exdeportats als camps nazis (en italià: Associazione Nazionale Ex Deportati nei Campi Nazisti, ANED) és una entitat italiana sense ànim de lucre, reconeguda com a persona jurídica per decret del president de la República l'any 1968.
L'ANED inclou persones que per raons polítiques o d'una altra índole foren deportades als camps nazis, familiars de les víctimes i ciutadans italians que comparteixen els valors de la institució i participen en l'estudi i la difusió del coneixement històric de qüestions referents a la resistència i la deportació. El 8 de setembre de 1943, els deportats italians conduïts a camps de concentració per llur antifeixisme eren com a mínim 23.826 persones (22.204 homes i 1.514 dones). Van morir-hi 10.129, aproximadament la meitat. Unes altres 8.500 persones (gairebé totes jueves) van ser deportades a Auschwitz, de les quals 7.500 moriren, gairebé el 90%.
L'ANED és activa en 10 regions d'Itàlia amb 26 seccions. La presidència i la secretaria nacional tenen la seu a la Casa de la Memòria de Milà. L'associació té un representant als comitès que apleguen els deportats als camps de concentració: Mauthausen, Dachau, Auschwitz, Buchenwald, Mittelbau-Dora, Flossenbürg, Ravensbrück i Molí arrosser de San Sabba. També manté relacions amb les associacions internacionals de supervivents dels camps d'extermini com l'Amical Mauthausen i l'Amical Ravensbrück i amb les organitzacions que tenen cura dels museus.
L'associació publica la revista Triangolo Rosso (que pren el nom del símbol que portaven els presos polítics).
La insígnia que identifica l'associació és un triangle roig amb les lletres «IT» en blanc, que és la identificació que es va cosir a la roba dels deportats polítics italians. Durant els actes, els membres de l'associació porten un mocador blau amb un triangle roig al centre. L'associació commemora el 5 de maig perquè és el dia en què l'exèrcit nord-americà entrà al camp nazi de Mauthausen-Gusen, el darrer en ser alliberat.

## Història de les associacions d'exdeportats
Fou a partir de 1945 que els primers grups que aplegaven exdeportats i les seves famílies van començar a formar-se i reunir-se en diferents ciutats italianes per a proporcionar-se suport. Les associacions sovint tenien un caràcter humanitari, amb objectius concrets com acompanyar les famílies de les víctimes, repatriar els cossos, protegir els interessos dels deportats contra Alemanya, la creació de monuments i la creació de grups de suport moral i material.

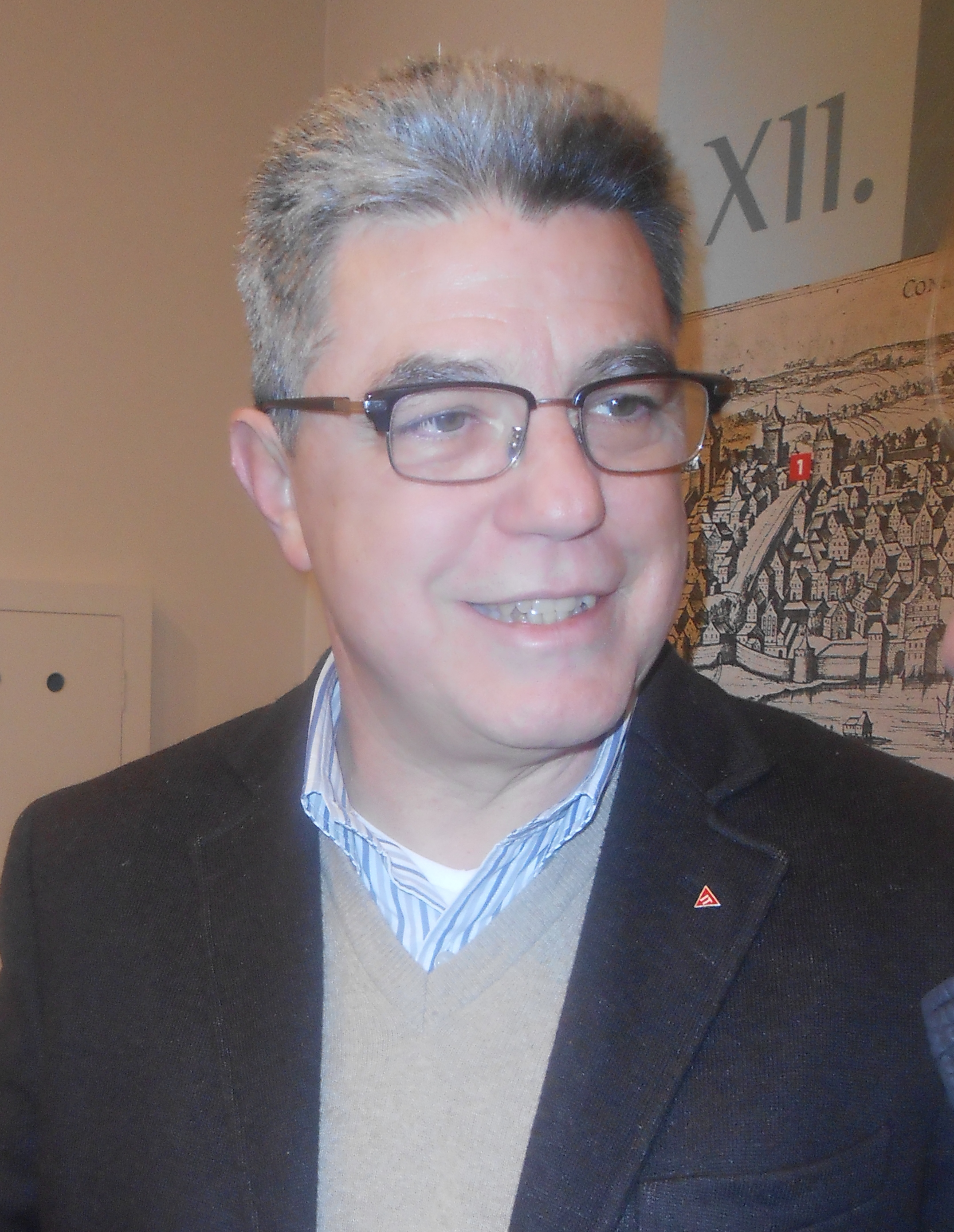
Dario Venegoni, president de l'ANED

El 6 de setembre de 1945, a Torí, es va constituir l'Associazione di ex Deportati entre els presos polítics hospitalitzats a la Creu Roja de Torí. Entre els fundadors de l'associació hi havia Italo Tibaldi que treballava des de feia anys per confeccionar la llista dels noms dels deportats italians. El juliol de 1945, l'associació comptava amb 1000 membres i tenia, inicialment, un caràcter regional. Posteriorment, l'associació prengué el nom d'Associazione Triangolo Rosso, modificà els estatuts i adquirí caràcter nacional. El 1947 es traslladà a Milà i tenia seccions locals a Venècia, Trento, Treviso, Bozen, Udine, Vicenza, Florència, Pàdua, Gènova i Roma.
El 1957 s'organitzà un congrés nacional de les associacions que agrupaven els deportats i les seves famílies, es definí una nova estructura organitzativa i s'enfocà el treball vers la memòria i els valors universals de la democràcia, la llibertat i la pau. L'any 2015 Dario Venegoni n'esdevingué president.

### Memorial italià d'Auschwitz
Una de les iniciatives internacionals més significatives i que van marcar el treball de l'ANED va ser la construcció d'un memorial italià al bloc 21 del camp de concentració d'Auschwitz. Per encàrrec de Primo Levi, es va inaugurar el 1980 amb l'objectiu de recordar tots els italians que van morir als camps de concentració nazis. Realitzat gràcies a la col·laboració d'alguns noms importants de la cultura italiana del segle xx, el projecte arquitectònic fou a càrrec de l'estudi BBPR que inserí al primer pis del bloc 21 d'Auschwitz I una espiral helicoidal en què el visitant camina per un túnel, cobert per dins amb un llenç compost de 23 tires pintades per Pupino Samonà, seguint el traçat d'un text escrit per Primo Levi. La música de Luigi Nono prové de la passarel·la de fusta que mena el visitant al túnel. L'obra es va desmantellar el 2016 i, després de restaurar-la, s'exposà definitivament al Centre d'Art Contemporani EX3 de Florència.

### La Fundació Memòria de la Deportació

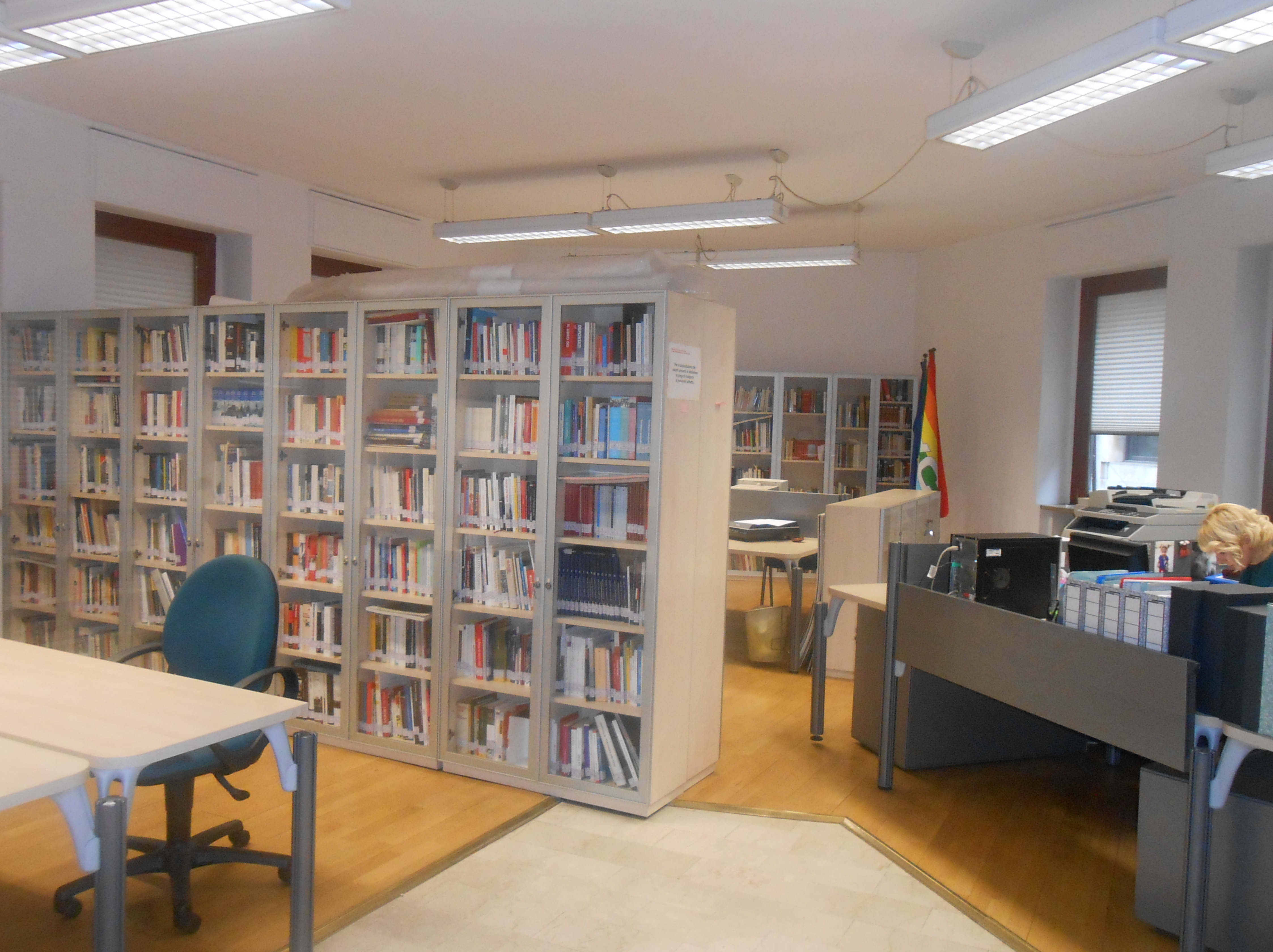
Biblioteca de la Fundació

L'ANED va crear la Fundació Memòria de la Deportació com a Centre d'Estudis sobre Resistència i Deportació als camps de concentració nazis. La Fundació, situada al centre de Milà, disposa d'una vasta biblioteca i un arxiu de notícies sobre la persecució feixista, així com els noms de tots els que van ser deportats perquè eren partisans o antifeixistes.

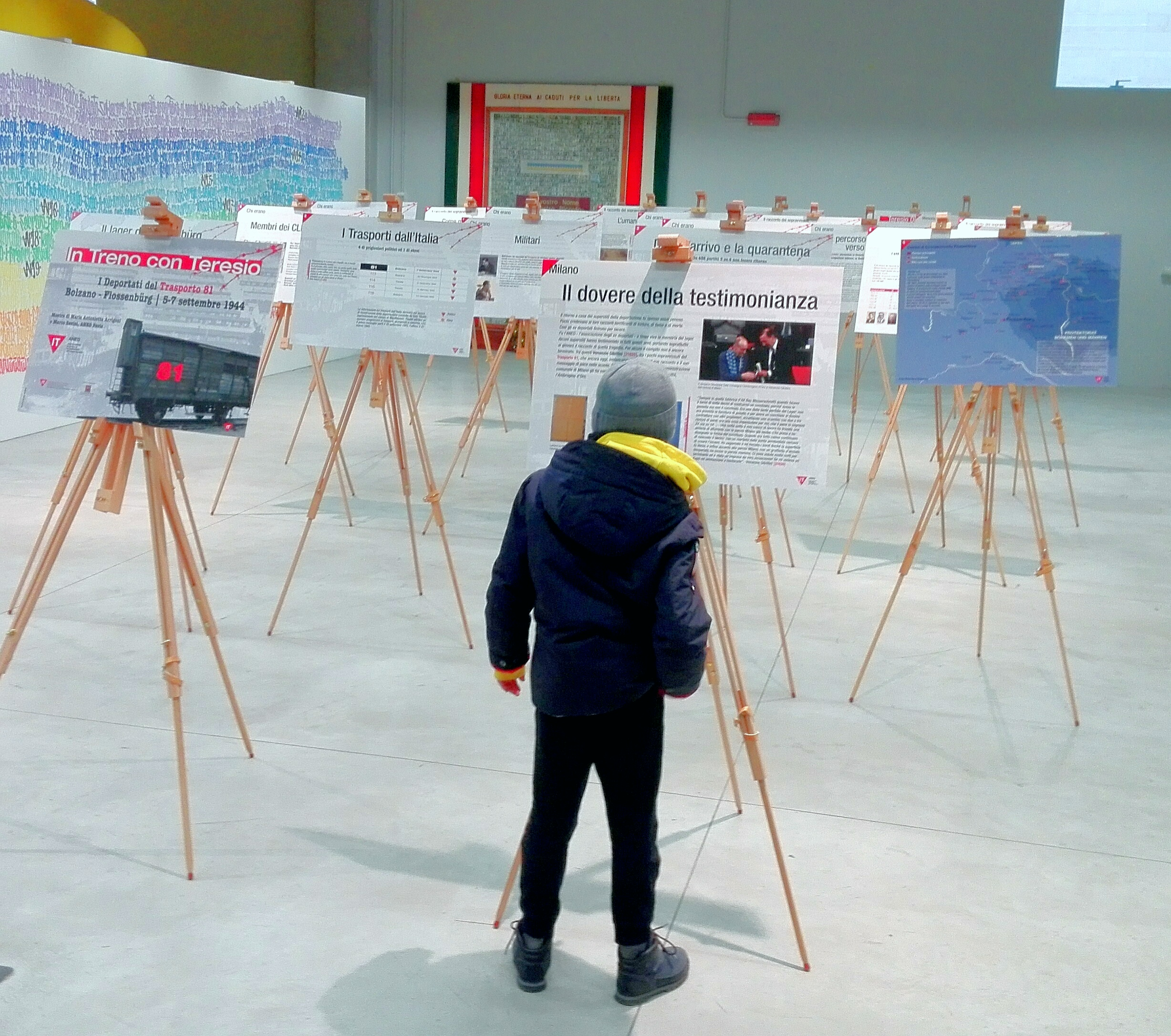
El deure de testimoni també es practica amb exposicions educatives per a les noves generacions